# Unbroken (canção)
"Unbroken" é uma canção da cantora e compositora norte-americana Demi Lovato, gravada para seu terceiro álbum de estúdio de mesmo título. Composta pela cantora, Leah Haywood, Daniel James e produzida por Dreamlab, a faixa deriva de origens estilísticas do pop e do R&B e foi considerada por Lovato como sua favorita em Unbroken. Mesmo sem ter sido lançada como single, devido aos downloads posteriores ao lançamento do disco, a canção entrou na 98.ª colocação da principal parada de composições dos Estados Unidos.

## Desempenho nas tabelas musicais
A faixa conseguiu alcançar a 98.ª colocação na Billboard Hot 100, por 24 mil downloads digitais.

### Posições
| Tabela musical (2011)              | Melhor posição |
| ---------------------------------- | -------------- |
| Estados Unidos - Billboard Hot 100 | 98             |

## Créditos
Lista-se abaixo os profissionais envolvidos na elaboração de "Unbroken", de acordo com o encarte de Unbroken.
- Vocais - Demi Lovato
- Composição - Demi Lovato, Leah Haywood, Daniel James
- Produção - Dreamlab